# Nordische Vogelmilbe
Die Nordische Vogelmilbe (Ornithonyssus sylviarum) ist ein blutsaugender Ektoparasit wildlebender und vom Menschen gehaltener Vogelarten. Der Name wurde gewählt in Abgrenzung zur sehr ähnlichen Tropischen Vogelmilbe Ornithonyssus bursa, die derselben Gattung angehört.

## Merkmale
Die Milben sind etwa 534–817 × 267–500 Mikrometer groß (geschlechtsreife Weibchen). Sie sind nüchtern weißgrau. Nach einer Blutmahlzeit wirken sie durch durchscheinendes Blut im Darm leuchtend rot. Wie typisch für Milben, besteht der Körper der Nordischen Vogelmilbe aus zwei Abschnitten, dem größeren Idiosoma, das die vier Beinpaare trägt, und dem kleineren, zwischen den Vorderhüften ansitzenden Gnathosoma, das die Mundwerkzeuge trägt. Das Idiosoma der Art ist langgestreckt oval und überwiegend flexibel und weich sklerotisiert. In dieses weiche, dehnbare Integument sind härter sklerotisierte Platten (Sklerite oder Schilde) eingelagert. Ornithonyssus-Arten tragen auf der Oberseite einen Dorsalschild, der den größten Teil des Körpers bedeckt. Auf der Bauchseite sitzen hintereinander drei kleinere Schilde (Sternal-, Genital-, Analschild). Der Dorsalschild ist langgestreckt oval und nach hinten lang ausgezogen verschmälert, das Hinterende ist dann geradlinig abgestutzt.
Bei den Mundwerkzeugen sind die Cheliceren stilettförmig verlängert, sie dienen als Stechborsten, um bei der Blutmahlzeit die Haut des Wirts zu durchstechen. An ihrem vorderen Ende ist eine kleine, aber deutlich erkennbare Schere (Chela) erkennbar, die, wie üblich, aus einem festen und einem beweglichen Scherenfinger besteht.
Die Rote Vogelmilbe (Dermanyssus gallinae) ist so unterscheidbar: Sie besitzt anders geformte Dorsal- und Genitalschilde, außerdem ist das Scherenglied an den Cheliceren bei  Dermanyssus viel kleiner und kaum erkennbar. Die Unterscheidung von anderen Ornithonyssus-Arten wie der Tropischen Rattenmilbe ist schwierig und nur nach der Beborstung möglich.

## Lebenszyklus
Im Gegensatz zur Roten Vogelmilbe verbringt die Art ihren gesamten Lebenszyklus auf dem Wirt. Die Eier werden in Eimassen an der Basis der Federn abgelegt. Aus ihnen schlüpft eine sechsbeinige Larve. Nach Häutungen werden zwei achtbeinge Nymphenstadien durchlaufen, deren zweites sich zum geschlechtsreifen Adulttier häutet. Alle Stadien, vom Ei bis zur erneuten Eiablage, werden in 5 bis 12 Tagen durchlaufen. Blutsaugend sind nur das Adulttier und das erste Nymphenstadium (Protonymphe), die anderen Stadien nehmen keine Nahrung auf. Die Protonymphe saugt vor der Häutung zweimal. Die Weibchen saugen vielfach, vor jeder Eiablage. Abseits des Wirts kann die Milbe ca. eine Woche lang überleben. Einige Adulti und Nymphen verlassen den Wirt freiwillig auf der Suche nach neuen Wirten. Für eine Infektion ist daher nicht unbedingt direkter Körperkontakt nötig.

## Ökologie und Lebensweise
Die Nordische Vogelmilbe ist wenig wirtspezifisch. Als Wirte sind eine Vielzahl wild lebender Vogelarten aus zahlreichen Ordnungen beschrieben. Ökonomisch bedeutsam ist vor allem der Befall von Geflügel, insbesondere Haushühnern. Daneben werden auch Ziervögel befallen. Die Art kommt fast weltweit vor, wird aber in wärmeren Klimaten durch die verwandte Tropische Vogelmilbe Ornithonyssus bursa ersetzt; diese wird gelegentlich nach Mitteleuropa eingeschleppt.

## Taxonomie
Die Gattung Ornithonyssus umfasst 28 Arten. Davon wurden vier in Mitteleuropa nachgewiesen. Neben Ornithonyssus sylviarum und bursa sind dies Ornithonyssus pipistrelli, ein Parasit von Fledermäusen, und Ornithonyssus bacoti, die Tropische Rattenmilbe. Diese parasitiert an Säugetierarten, besonders Nagetieren, und tritt nicht selten synanthrop auf. Die Nordische Vogelmilbe tritt gelegentlich ebenfalls auf Nagern auf, diese sind aber für sie Fehlwirte.